# Shadow of the Day
Shadow of the Day – ballada rockowa zespołu Linkin Park, wydana 16 października 2007 jako trzeci singiel promujący ich trzeci album studyjny Minutes to Midnight.
Piosenka pierwszy raz została zagrana w czasie Projekt Revolution, 25 lipca 2007 roku. Do tej piosenki nakręcono teledysk, którego reżyserem został członek zespołu Joseph Hahn.
Utwór nawiązuje partiami gitary i perkusji do utworu U2 – With or Without You.

## Lista utworów
CD 1
1. „Shadow of the Day”
2. „Bleed It Out” (Live From Projekt Revolution Tour)1 – 6:07

CD 2
1. „Shadow of the Day”
2. „No More Sorrow” (Third Encore Session) – 3:45
3. „Bleed It Out” (Live From Projekt Revolution Tour)1

7" Picture disc
1. „Shadow of the Day”
2. „No More Sorrow” (Third Encore Session)

## Notowania
| Główne listy                     | Pozycja |
| Australia                        | 17      |
| Billboard Hot 100                | 17      |
| Billboard Pop 100                | 16      |
| Billboard Hot Modern Rock Tracks | 2       |
| Billboard Mainstream Rock Tracks | 6       |
| Billboard Adult Top 40           | 10      |
| Billboard Hot Digital Songs      | 16      |
| Brazylia                         | 31      |
| Izrael                           | 3       |
| Kanada – Hot 100                 | 12      |
| Łotwa                            | 5       |
| Niemcy                           | 12      |
| Nowa Zelandia                    | 13      |
| Polska                           | 5       |
| Szwecja                          | 20      |
| Szwajcaria                       | 36      |
| Wielka Brytania                  | 46      |
| United World Chart – świat       | 7       |
| Pozostałe listy                  |         |
| RMF FM POPLista                  | 1       |
| MTV Polska                       | 1       |
| Canada Muchmusic Countdown       | 10      |